# Punta de l'Aguda
La Punta de l'Aguda és una muntanya de 695 metres que es troba al municipi de dels Omells de na Gaia, a la comarca catalana de l'Urgell.